# H. Jay Melosh

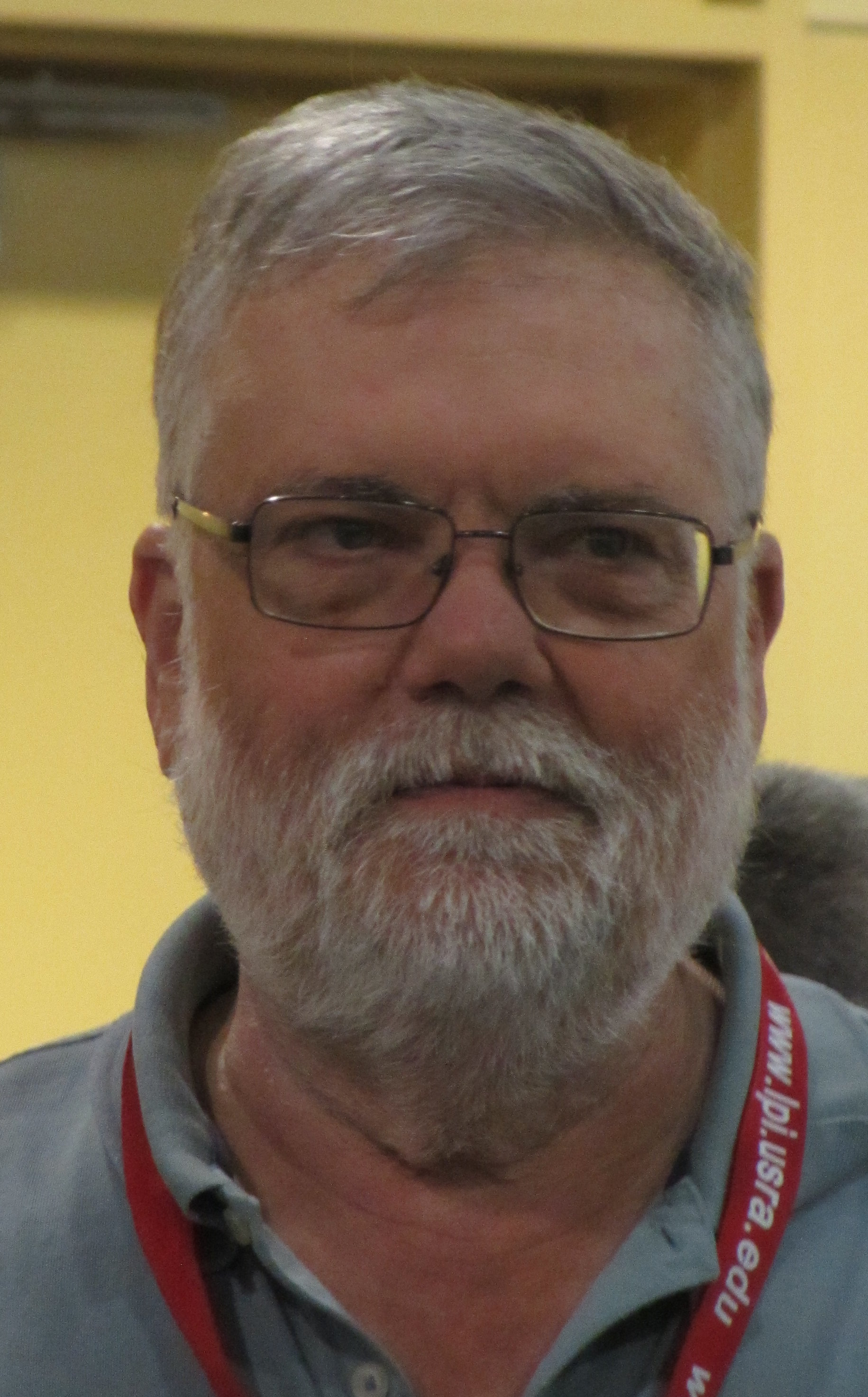
H. Jay Melosh (2013)

H. Jay Melosh (* 23. Juni 1947 in Paterson, New Jersey; † 11. September 2020) war ein US-amerikanischer Physiker und Geophysiker.

## Werdegang
Jay Melosh studierte Physik an der Princeton University mit dem Bachelor-Abschluss magna cum laude 1969 sowie Geologie und Physik am Caltech, an dem er 1972 promoviert wurde. Um diese Zeit forschte er auch am CERN und er war 1972/73 am Enrico Fermi Institute der University of Chicago. Damals befasste er sich mit Elementarteilchenphysik; die Melosh-Transformation ist hier nach ihm benannt. Ab 1973 war er am Caltech Instructor und dann Associate Professor. 1979 wurde er Associate Professor an der State University of New York at Stony Brook und 1982 an der University of Arizona in Tucson, wo er ab 1985 eine volle Professur in Planetary Science hat. 2004 wurde er Regents Professor.
Er war bekannt für Forschung zum Impakt von Meteoriten. Er modellierte diese mathematisch (die dabei entstehenden ringförmigen tektonischen Strukturen, Auswurf von Material und dessen Verteilung und auch den Zerfall der Meteoriten in der Atmosphäre) und studierte neuartige geologische Prozesse wie akustische Fluidisierung (welche Fließphänomene bei Meteoriteneinschlag, Erdbeben und großflächigen Erdrutschen vereinigt). Er entwickelte Finite-Elemente-Modelle für Platten-Subduktion, Faltungsvorgänge und die Struktur von Erdkruste und oberem Mantel.
Melosh untersuchte die Tektonik und Mechanik des Chixulub-Impakts Ende der Kreidezeit, Mond-Meteorite, Mars-Meteorite und die Möglichkeit, darin extraterrestrisches Leben nachzuweisen (das einen Einschlag und Eintritt in die Erdatmosphäre überlebt haben könnte), und er sagte den Zerfall von Shoemaker-Levy 9 in Bruchstücke in der Nähe des Jupiter voraus. Er befasste sich mit der Rolle von Einschlägen bei der Formung von Himmelskörpern (Entstehung des Monds, Mars) und mit der Tektonik des Merkur.
Er war Gastprofessor an der Texas A&M University. Außerdem war er Mitglied der American Association for the Advancement of Science, der American Academy of Arts and Sciences und der National Academy of Sciences (2003). Er erhielt den G. K. Gilbert Award und die Harry H. Hess Medal. 2005/06 erhielt er den Humboldt-Forschungspreis und 1999 die Barringer Medal der Meteoritical Society. 1996/97 war er Guggenheim Fellow.
Er war Herausgeber der Reviews of Geophysics.

## Schriften
- Quarks: currents and constituents, Phys. Rev. D, Band 9, 1974, S. 1095–1112
- Impact Cratering: A Geologic Process, Oxford University Press 1989
- Acoustic fluidization, a new geological process?, Journal of Geophysical Research, Band 84, 1979, S. 7513–7520
- Acoustic fluidization, American Scientist, Band 71, 1983, S. 158–165
- Ejection of rock fragments from planetary bodies, Geology, Band 13, 1985, S. 144–148